# Diego Matheuz
Diego Matheuz (Barquisimeto, 9 de agosto de 1984) es un director de orquesta y violinista venezolano. Actualmente, es uno de los directores de mayor renombre internacional.

## Vida
Matheuz nació el 9 de agosto de 1984 en la Clínica Razetti en Barquisimeto en el estado de Lara, Matheuz inició sus estudios musicales a los siete años con el cuatro y tres años después ingresó al Conservatorio Jacinto Lara, que luego de una fusión, pasaría a ser el Conservatorio Vicente Emilio Sojo.

## Carrera
Como violinista, Matheuz participó en distintas agrupaciones orquestales tales como la Sinfónica de la Juventud Venezolana Simón Bolívar, en la que es uno de los concertinos. También ha participado como solista en la Orquesta Sinfónica del Estado Miranda, la Sinfónica del Estado Lara, los Jóvenes Arcos de Lara y la Orquesta de Cámara de la Universidad Centroccidental Lisandro Alvarado (UCLA). 
Comenzó sus estudios de dirección en 2005. Posteriormente se ha dedicado principalmente a la dirección orquestal. Siendo director invitado principal de la Orquesta Mozart desde 2009, Matheuz fue nombrado director titular del Teatro La Fenice, de Venecia en septiembre de 2011. En agosto de 2013 inició el período de tres años en que se desempeña también como principal director invitado de la Orquesta Sinfónica de Melbourne.
Durante la temporada 2014/15, además de sus compromisos regulares en Venecia y Melbourne, Matheuz se ha presentado con la Sinfónica de Vancouver, la Orquesta Nacional de Lyon, la Filarmónica de Zúrich, la Orquesta Filarmónica de la BBC, la Orquesta Gürzenich de Colonia y Orquesta de Cámara de París.
En 2018 compartió el podio del Suntory Hall de Tokio junto al maestro Seiji Ozawa al frente de la Saito Kinen Orchestra, y dirigió a la afamada violinista Anne-Sophie Mutter, en la celebración del 120 aniversario de la prestigiosa disquera alemana Deutsche Grammophon.
Matheuz, junto con Gustavo Dudamel y Rafael Payare, son exponentes de los logros alcanzados por el Sistema Nacional de Orquestas y Coros Juveniles e Infantiles de Venezuela (conocido como "El Sistema").